# Ejército Rojo del Ruhr

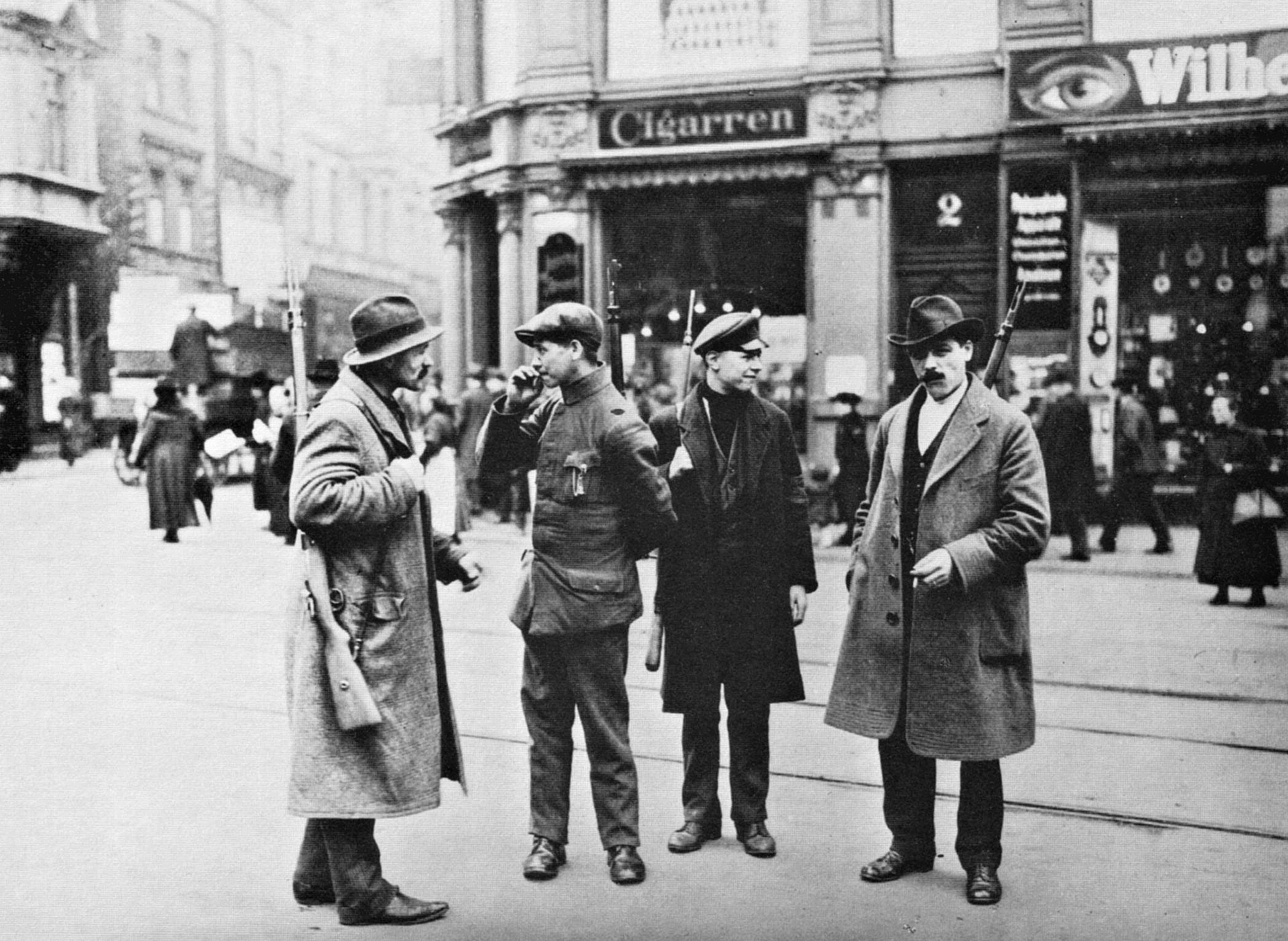
Soldados del Ejército Rojo del Ruhr en Dortmund, 1920

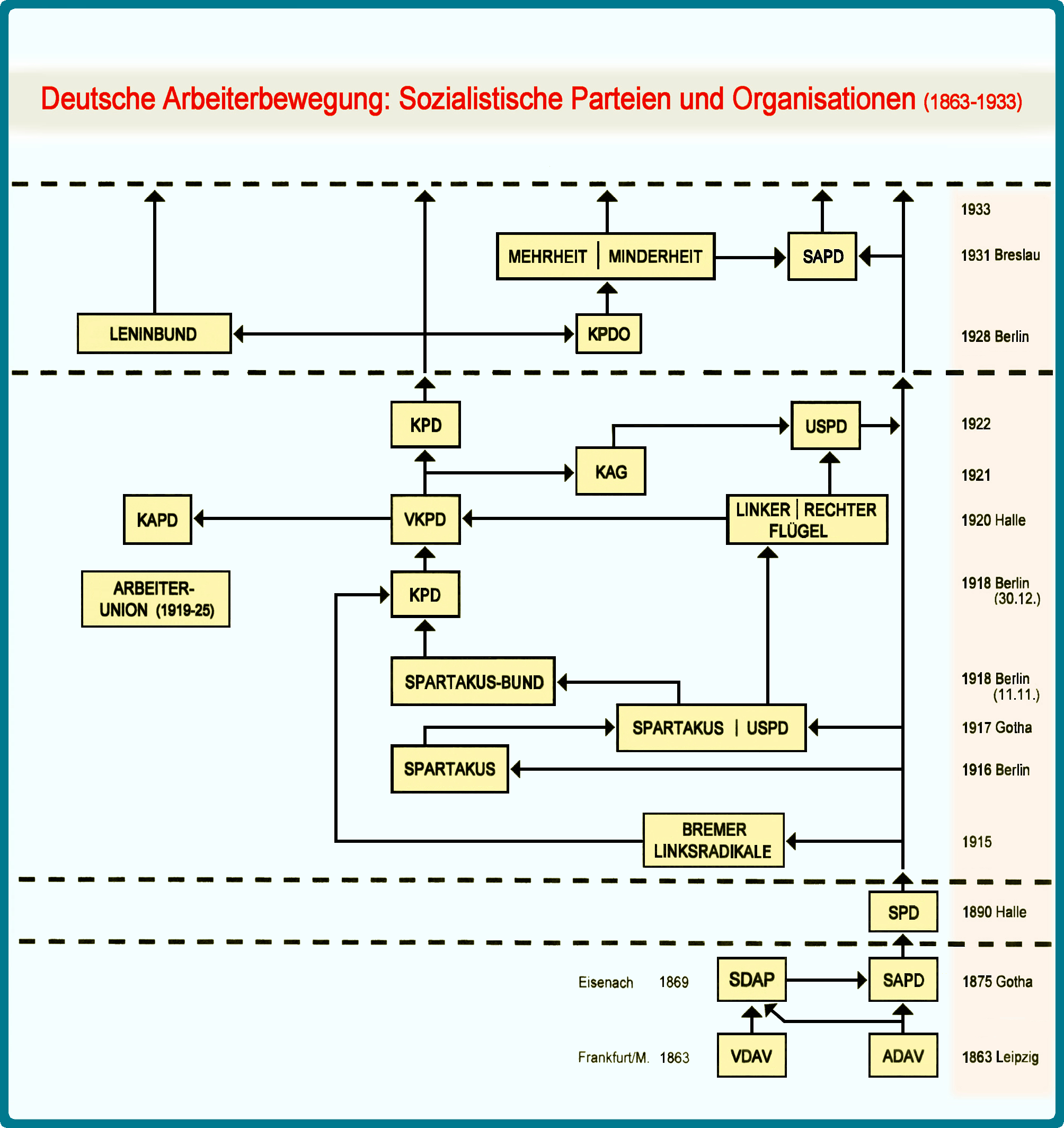
Esquema de la evolución de la izquierda política en Alemania entre 1863 y 1933 (en alemán)

El Ejército Rojo del Ruhr (en alemán: Rote Ruhrarmee)  fue un ejército formado por entre 30 000 y 100 000 obreros en Alemania como respuesta a la intentona golpista por parte de la derecha del 13 de marzo de 1920. Estaba formado mayoritariamente por trabajadores de izquierda pertenecientes al Partido Comunista de Alemania (KPD), al Partido Comunista Obrero de Alemania (KAPD), al Partido Socialdemócrata Independiente de Alemania (USPD) y al sindicato anarquista Freie Arbeiter-Union Deutschlands (FAUD).

## Historia
El Ejército Rojo fue fundado en la Cuenca del Ruhr, la zona más rica e industrializada de Alemania el 13 de marzo de 1920, como reacción al golpe de Kapp.  Al día siguiente se decretó una huelga general y el Partido Comunista de Alemania llamó a la insurrección armada contra los golpistas.  En un primer momento los obreros armados lograron derrotar a las unidades del ejército acuarteladas en la región del Ruhr y a los Freikorps. Los numerosos apoyos recibidos le hicieron crecer rápidamente convirtiéndose en el ejército de trabajadores armados más numeroso de la historia de Europa occidental. Los huelguistas y los obreros armados, muchos de los cuales habían combatido en la Primera Guerra Mundial, se hicieron con el control de Düsseldorf, Elberfeld y Essen, tomando el poder en toda la región. El llamado Levantamiento del Ruhr (Ruhraufstand) sembró el miedo en las clases medias y altas alemanas ante el temor de que la izquierda conquistará el poder mediante una revolución armada generalizada; a su vez, 300.000 mineros del Ruhr apoyaron activamente a los obreros sublevados.  Con el fracaso del golpe de Kapp, el nuevo objetivo del levantamiento fue el establecimiento de la dictadura del proletariado.
Tras la toma del Ruhr y la ruptura de las negociaciones entre huelguistas, obreros armados y el gobierno, este envió tropas al Ruhr desde el 2 de abril. Junto al ejército regular participaron grupos paramilitares derechistas, los Freikorps. Las tropas gubernamentales finalmente sofocaron la insurrección obrera y reconquistaron la región del Ruhr. Las batallas libradas y la posterior represión se saldaron con varios miles de muertos, la mayoría del bando obrero sublevado.
El levantamiento del Ruhr supuso la mayor sublevación armada de trabajadores en Alemania desde la Revolución de Noviembre. Entre 1919 y 1922 hubo 35.600 asesinatos por razones políticas en Alemania. La película Die Rote Ruhrarmee del director Heiner Herde recrea los sucesos.